# Дворец Петра I
Дворец Петра I (латыш. Pētera I nams) — здание в Риге по улице Паласта, 9, в котором в периоды своего пребывания в этом городе восемь раз останавливался российский царь Пётр I. Построено в стиле голландского классицизма.

## Царская резиденция
Точная дата постройки здания неизвестна. После взятия Риги здание было выкуплено Петром Великим у ратмана Ренненберга за 5000 крон. В 1712 году царём была инициирована перестройка, осуществлять которую поручили губернским архитекторам. Само здание «родилось» в результате плановой реконструкции нескольких отдельно стоящих зданий, приобретённых в разное время — по сути, здание перестраивалось каждый раз перед остановкой в нём Петра, который несколько раз выкупал новые участки. В том числе один дом был приобретён государем над Новыми воротами, выходившими на Даугаву. Так или иначе, но в последний визит в Ригу, состоявшийся в феврале 1721 года (Пётр пробыл тогда в Риге около трёх месяцев), царь дал указание в очередной раз перестроить «паласт», но так и не увидел его завершённым. Тем не менее, при жизни Петра был готов «висячий» «курьёзный» сад, расположенный аккурат над казематами крепостной куртины. Остатки этого сада можно наблюдать и по сей день со стороны набережной Даугавы.

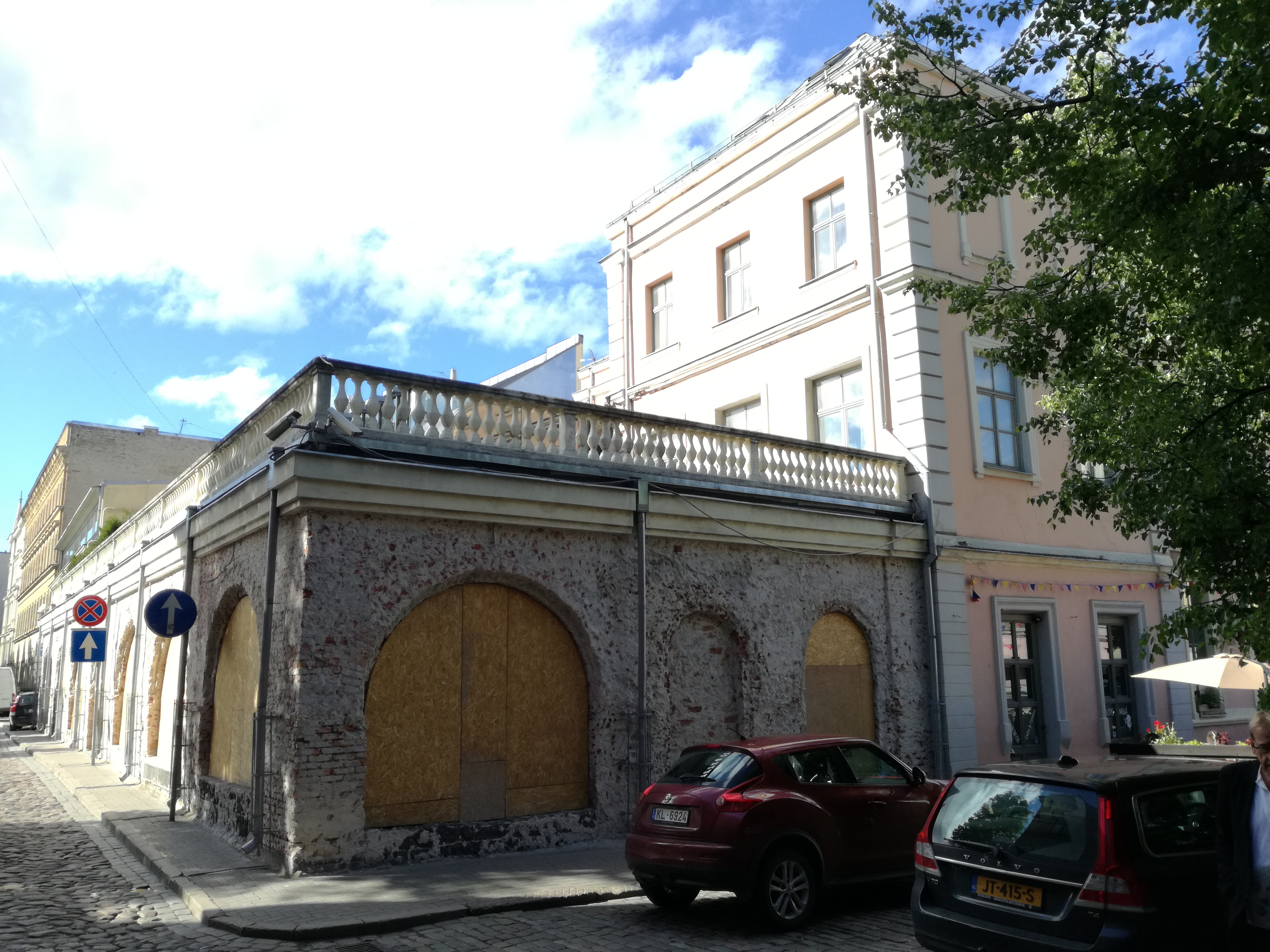
Место куртинного сада

## После 1785 года
В 1798—1799 году губернским архитектором Матиасом Шонсом (автором нового здания городского Петровского лицея на Замковой площади (1785—1787 годы)) были созданы чертежи, сохранившие первоначальный внешний вид здания петровского «паласта». Дело в том, что в середине XVIII века здание подверглось перестройке, осуществлённой зодчим Николаем Васильевым (автором башни и алтарной части церкви Марии Магдалины), а контролировал процесс перестройки Бартоломео Растрелли. Перестройка велась для нужд Брауншвейгского легиона (после свержения Иоанна VI Антоновича и его родителей легион был демонстративно переименован в Голландский), директором (ротмистром) которого около 10 лет являлся небезызвестный персонаж мировой литературной традиции барон Иеронимус фон Мюнхгаузен, начинавший свою карьеру пажом при матери-регентше Анне Леопольдовне.
Изначально же корпус дворца был двухэтажным, с высокой крышей, он выходил на улицу Паласта. Фасад был расчленён пилястрами большого ордера. Над четырьмя центральными пилястрами возвышался роскошно декорированный фронтон, в середине которого находился герб, расположенный в тимпане. Главный вход, расположенный строго по оси симметрии, был акцентирован порталом.
Уже в 1785 году при генерал-губернаторе Юрии Броуне в здании был размещён суд. Вскоре судебные функции сменились образовательными — в здании «паласта» располагалась школа. Только после окончательного освобождения Риги от крепостных сооружений по итогам Парижского мирного договора 1856 года, началась очередная перестройка «паласта». С 1860 по 1862 года надстраивался третий этаж и, наконец, оно приобрело современный вид. После перестройки в нём функционировали различные административные органы.

## Настоящее время

Памятная доска

В 60-е годы XX века было предпринято несколько попыток реконструкции и реставрации платформы куртинного сада.
В 2000 году дом купил итальянский бизнесмен Эрнесто Преатони (Ernesto Preatoni). После реконструкции в здании находятся несколько магазинов, ресторан и элитные квартиры.
10 марта 2008 года на фасаде со стороны улицы Паласта была установлена памятная доска с информацией о Петре I.